# Super Formula
A Super Formula (korábban Formula–Nippon) egy együléses autóverseny-sorozat, melyet Japánban rendeznek meg 1973 óta. A sorozatban több későbbi Formula–1-es versenyző, például Michael Schumacher, David Coulthard vagy Eddie Irvine is feltűnt.

## Győztesek

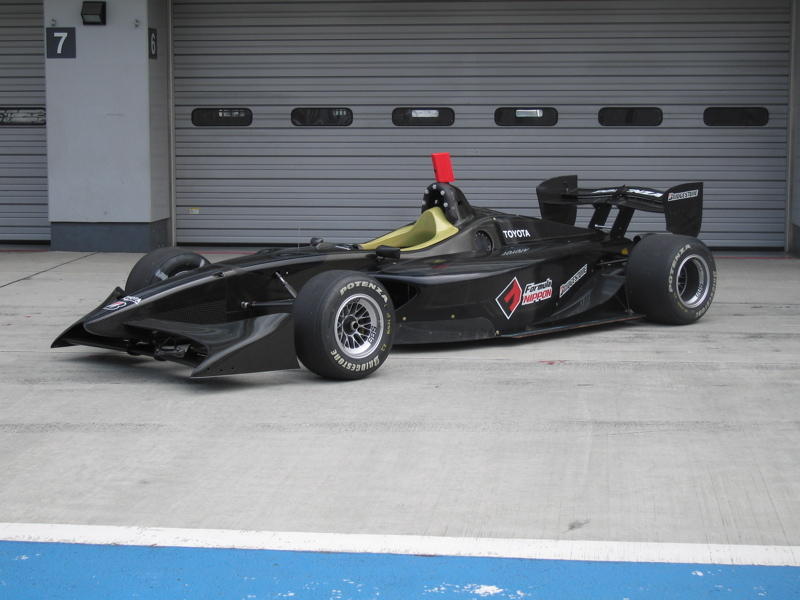
Egy 2009-es Formula–Nippon-autó

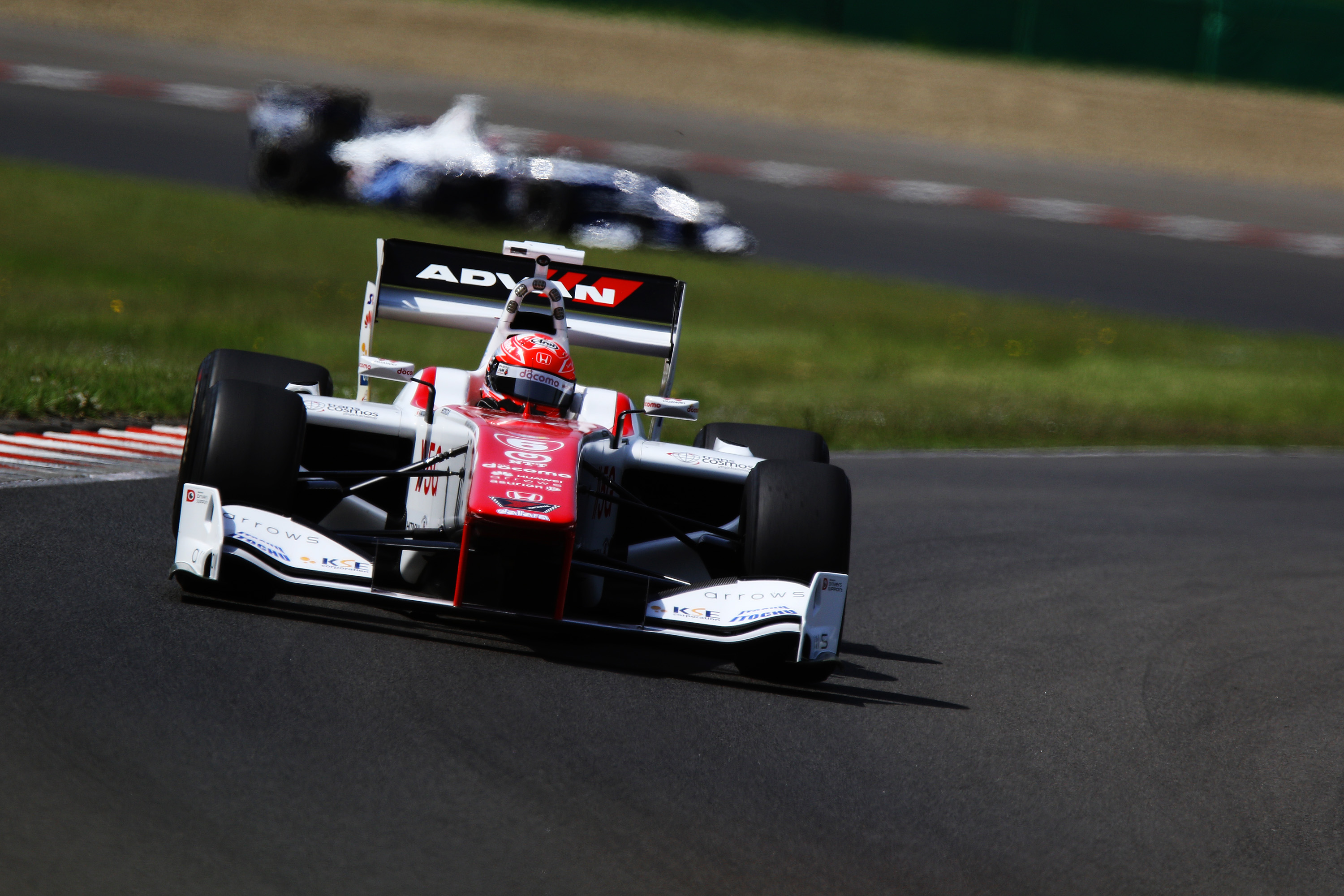
A 2018-as bajnokság egyik Super Formula autója

| Év   | Győztes            |
| ---- | ------------------ |
| 1973 | Kuroszava Motoharu |
| 1974 | Takahara Noritake  |
| 1975 | Hosino Kazujosi    |
| 1976 | Takahara Noritake  |
| 1977 | Hosino Kazujosi    |

| Év   | Győztes            |
| ---- | ------------------ |
| 1978 | Hosino Kazujosi    |
| 1979 | Macumoto Keidzsi   |
| 1980 | Haszemi Maszahiro  |
| 1981 | Nakadzsima Szatoru |
| 1982 | Nakadzsima Szatoru |
| 1983 | Geoff Lees         |
| 1984 | Nakadzsima Szatoru |
| 1985 | Nakadzsima Szatoru |
| 1986 | Nakadzsima Szatoru |

| Év   | Győztes         | Második                           | Harmadik                          |
| ---- | --------------- | --------------------------------- | --------------------------------- |
| 1987 | Hosino Kazujosi | Szuzuki Aguri                     | Geoff Lees                        |
| 1988 | Szuzuki Aguri   | Hosino Kazujosi                   | Emanuele Pirro                    |
| 1989 | Ogava Hitosi    | Ross Cheever                      | Hosino Kazujosi                   |
| 1990 | Hosino Kazujosi | Ogava Hitosi                      | Mauro Martini                     |
| 1991 | Katajama Ukjó   | Ross Cheever                      | Volker Weidler                    |
| 1992 | Mauro Martini   | Szuzuki Tosio                     | Ross Cheever                      |
| 1993 | Hosino Kazujosi | Eddie Irvine                      | Ross Cheever                      |
| 1994 | Marco Apicella  | Andrew Gilbert-Scott              | Ross Cheever                      |
| 1995 | Szuzuki Tosio   | Takagi Toranoszuke Tom Kristensen | Takagi Toranoszuke Tom Kristensen |

| Év   | Bajnok                 | Második           | Harmadik               |
| ---- | ---------------------- | ----------------- | ---------------------- |
| 1996 | Ralf Schumacher        | Hattori Naoki     | Hosino Kazujosi        |
| 1997 | Pedro de la Rosa       | Kuroszava Takuja  | Norberto Fontana       |
| 1998 | Motojama Szatosi       | Kagejama Maszami  | Vakiszaka Dzsuicsi     |
| 1999 | Tom Coronel            | Motojama Szatosi  | Micuszada Hidetosi     |
| 2000 | Takagi Toranoszuke     | Michael Krumm     | Motojama Szatosi       |
| 2001 | Motojama Szatosi       | Hattori Naoki     | Tacsikava Júdzsi       |
| 2002 | Ralph Firman           | Motojama Szatosi  | Vakiszaka Dzsuicsi     |
| 2003 | Motojama Szatosi       | Benoît Tréluyer   | Vakiszaka Dzsuicsi     |
| 2004 | Richard Lyons          | André Lotterer    | Ide Júdzsi             |
| 2005 | Motojama Szatosi       | Ide Júdzsi        | Richard Lyons          |
| 2006 | Benoît Tréluyer        | Macuda Cugio      | André Lotterer         |
| 2007 | Macuda Cugio           | Benoît Tréluyer   | Kogure Takasi          |
| 2008 | Macuda Cugio           | Loïc Duval        | André Lotterer         |
| 2009 | Loïc Duval             | Benoît Tréluyer   | André Lotterer         |
| 2010 | João Paulo de Oliveira | André Lotterer    | Loïc Duval             |
| 2011 | André Lotterer         | Nakadzsima Kazuki | João Paulo de Oliveira |
| 2012 | Nakadzsima Kazuki      | Cukakosi Kódai    | Izava Takuja           |

| Év   | Bajnok            | Második                | Harmadik         |
| ---- | ----------------- | ---------------------- | ---------------- |
| 2013 | Jamamoto Naoki    | André Lotterer         | Loïc Duval       |
| 2014 | Nakadzsima Kazuki | João Paulo de Oliveira | André Lotterer   |
| 2015 | Isiura Hiroaki    | Nakadzsima Kazuki      | André Lotterer   |
| 2016 | Kunimoto Júdzsi   | André Lotterer         | Szekigucsi Júhi  |
| 2017 | Isiura Hiroaki    | Pierre Gasly           | Felix Rosenqvist |
| 2018 | Jamamoto Naoki    | Nick Cassidy           | Isiura Hiroaki   |
| 2019 | Nick Cassidy      | Jamamoto Naoki         | Álex Palou       |
| 2020 | Jamamoto Naoki    | Hirakava Rjó           | Cuboi Só         |
| 2021 | Nodzsiri Tomoki   | Fukuzumi Nirei         | Szekigucsi Júhi  |
| 2022 | Nodzsiri Tomoki   | Sacha Fenestraz        | Hirakava Rjó     |
| 2023 | Mijata Ritomo     | Liam Lawson            | Nodzsiri Tomoki  |
| 2024 | Tszuboi Szo       | Nodzsiri Tomoki        | Makino Tadaszuke |